# Oumou Diarra
Oumou Diarra (ur. 1967 w Belgradzie) – malijska pisarka, tworząca w języku francuskim.
Studiowała w Tunezji literaturę francuską oraz filmoznawstwo. W latach 1991–1996 pracowała jako dziennikarka w malijskiej telewizji. Obecnie mieszka w Nowym Jorku.
Jest autorką kilku tomów opowiadań, poświęconych głównie kwestii roli kobiety w społeczeństwach zachodniej Afryki.